# TIFF Festival
TIFF Festival, pierwotnie Trochę Inny Festiwal Fotografii, to obok Miesiąca Fotografii w Krakowie i Fotofestiwalu w Łodzi, jedno z najważniejszych polskich wydarzeń poświęconych fotografii. Odbywa się corocznie we Wrocławiu od 2011 roku.
Festiwal powstał jako reakcja na niewystarczający rozwój przestrzeni dla fotografii w środowisku twórczym Wrocławia; pierwotnym celem festiwalu było odnowienie i nawiązanie do bogatej wrocławskiej tradycji wrocławskiej twórczości fotograficznej. TIFF stara się połączyć różnorodne środowiska – lokalne, akademickie i artystyczne – dla skatalizowania aktywności w obszarze fotografii i innych sztuk wizualnych. Co roku opracowywana jest nowa formuła tematyczna festiwalu, wychodząca poza wystawy wyłącznie fotograficzne, a wchodząca na pola multimediów czy intermediów.

## Historia

### TIFF 2011
Pierwsza edycja festiwalu odbyła się w dniach 15.10–18.12.2011 i złożyły nią na nią następujące sekcje programowe: Autorskie Pokazy Slajdów, Debiuty, Warsztaty, 5. Piętro, Salon Filmowy, Wystawy Towarzyszące, Koncerty i Klub Festiwalowy.
Główną wystawą był "Tytuł Nieznany", prezentowany na 5. piętrze Muzeum Współczesnego Wrocław, na który złożyły się prace dziewiętnastu osób —  studentów i absolwentów wrocławskich ośrodków edukacyjnych, zajmujących się kształceniem w zakresie fotografii. Idea wystawy zakładała, że autorzy są jednocześnie jej kuratorami i twórcami. Artyści spotkali się wcześniej w Muzeum, gdzie trzy dni spędzili na ustalaniu koncepcji wspólnej ekspozycji w przestrzeni i scaleniu swoich różnorodnych wizji w spójną całość.

### TIFF 2012 –Proces w konstrukcji
Kolejna edycja festiwalu miała miejsce w dniach 26.10–30.11.2012 roku i składała się z pięciu sekcji tematycznych (Program Główny, Publikacje, Szkoły, Debiuty i projekt Basen) i kilkunastu wystaw. Zaproszone, międzynarodowe grono artystów i teoretyków fotografii z Czech (Dita Pepe), Francji, Hiszpanii, Holandii, Niemiec (Sascha Weidner), Stanów Zjednoczonych oraz Polski (Grzegorz Przyborek) przedstawić miało własną interpretację hasła edycji „proces w konstrukcji”, próbując jednocześnie zaangażować widza w grę pomiędzy twórcą a odbiorcą. Hasło nawiązywać miało do przełomowej wystawy zatytułowanej Konstrukcja w procesie, która odbyła się w 1981 r. w Łodzi. Jak stwierdził Maciej Bujko, dyrektor programowy TIFF:
Formuła Festiwalu będzie skupiona wokół działań konstrukcyjnych i oddolnych, wykorzystując tak naprawdę dwa kanały kontaktu z widzem – rzeczywisty i wirtualny. Życie przenosi się do Internetu, dlatego też chcąc dotrzeć do szerokiej grupy odbiorców, wiele działań festiwalowych będziemy relacjonować na bieżąco, za pośrednictwem naszej strony internetowej.
W sekcji Publikacje przedstawiono najnowsze trendy w zakresie publikacji fotograficznych, ze szczególnym naciskiem na wydawnictwa autorskie i niezależne, takie jak self-publishing. Zaprezentowano również wybór publikacji polskich autorów, wyselekcjonowanych przez Krzysztofa Kowalskiego – niezależnego kuratora, fotografa i konsultanta projektów książkowych.

### TIFF 2013 –Real Fake Photography
Trzecia edycja TIFF Festival odbyła się w dniach 18-27 października. Tym razem w harmonogramie znalazły się cztery sekcje: Program Główny, Photographer's Choice, Debiuty oraz Publikacje. Tematem festiwalu była fotografia nawiązująca do estetyki fotografii dokumentalnej, będąca jednak artystyczną manipulacją; jest to tak zwana mock-fotografia.
Program Główny, eksponowany w MWW, zawierał m.in.: projekty zagraniczne takie jak  "The Afronauts" autorstwa Cristiny de Middel czy "Fake Fake Art" Andreasa Schmidta oraz polskie  "Polaroidy" Pawła Fabjańskiego i  "Obcy" Michała Matejko.
W ramach sekcji Publikacje zaprezentowano wydawnictwa wybrane przez Michaela Kominka. Jednym z najważniejszych wydarzeń sekcji była premiera polskiej publikacji na temat historii fotografii pióra Lecha Lechowicza pod tytułem "Historia Fotografii 1839-1939, cz. I".
Photographer's Choice to projekcje filmów wybranych przez światowej sławy fotografów – Aleca Sotha i Joana Fontcubertę. Wybrali oni "Paryż, Teksas" w reżyserii Wima Wendersa, "La Jetée" Chrisa Markera oraz  "Faceless" Manu Luksch. Przed projekcjami wyświetlony został materiał video nagrany specjalnie na tę okazję przez artystów, w których  opowiedzieli oni publiczności o swoich filmowych wyborach w kontekście własnej twórczości.
W sekcji Debiuty zaprezentowano prace Magdaleny Kulak, Katarzyny Zolich, Wojciecha Skrzypczyńskiego, Adriana Lacha i Kacpra Stolorza, którzy musieli zinterpretować temat przewodni festiwalu  – Real Fake Photography. Ich fotografie można było oglądać w Muzeum Współczesnym Wrocław, Galerii U oraz Centrum Kultury Agora.

### TIFF 2014 –24 Hours of Photography
Edycja z 2014 to kolejne eksperymenty z formułą festiwalu, który tym razem poświęconego podstawowemu dla fotografii zagadnieniu – czasowi. Wydarzenia festiwalu miały miejsce w ciągu tytułowych dwudziestu czterech godzin, począwszy od otwarcia Wystawy Głównej w Muzeum Współczesnym Wrocław, gdzie zostały zaprezentowano projekty fotograficzne m.in. Ester Vonplon, Daisuke Yokoty, Gerta Jochemsa, Hans Christian Schinka. Dzieła twórców łączyło różnorodnie rozumiane pojęcie czasu.
W skład Programu Głównego weszła również ekspozycja w Galerii Entropia pt. Archiwum Zoologiczne, przygotowana przez Michała Sitę.
Celem sekcji Publikacje  było nakreślenie szerszego kontekstu funkcjonowania książki fotograficznej. Główna wystawa sekcji została poświęcona  wydawnictwom holenderskim, których w wyborze Erika Kesselsa zaprezentowano ponad 50. Wystawę zorganizowano w Studio BWA Wrocław, gdzie oprócz holenderskich książek zagościła także wystawa Fotograficznej Publikacji Roku 2014.

### TIFF 2015 –Polska NOW!
Piąta edycja festiwalu odbyła się w dniach 3-13.09.2015 i poświęcono ją tym razem polskiej fotografii współczesnej, ze szczególnym naciskiem na prezentację prac twórców młodego pokolenia.
Na Program Główny złożyły się trzy wystawy. kuratorowane przez autorytety polskiej fotografii współczesnej – Adama Mazura, Annę Kazimierczak oraz Jakuba Śwircza.
Adam Mazur odpowiadał za wystawę „Wyborny trup fotografii polskiej” nawiązującą do „Antologii fotografii polskiej” Jerzego Lewczyńskiego. Na ekspozycję złożyło się kilka ciągów fotografii, powstałych na zasadzie zbliżonej do dadaistycznej gry "cadavre exquis". Każdy z fotografów biorących udział w projekcie wybierał innego twórcę i przesyłał mu swoje zdjęcie, ten musiał odpowiedzieć na nie swoją pracą i przesłać ją do kolejnego autora. Rezultat końcowy wyekspoznowano w przestrzeni BWA Awangarda.
W Muzeum Współczesnym Wrocław zaprezentowano wystawę "Roots & Fruits" pod kuratelą Anny Kazimierczak, która skupiła się na pracach wielokrotnie nagradzanych studentów Łódzkiej Szkoły Filmowej. Według organizatorów festiwalu fotografia powstająca na tej uczelni ma istotny wpływ na ogólnopolską scenę fotograficzną.
Wystawa „Kryzys jest tylko początkiem”, której kuratorem był Jakub Śwircz, miała miejsce w  BWA SiC (Szkło i Ceramika). Odnosiła się do tematu kryzysu, przekroczając tradycyjnie rozumiane medium fotografii.
Sekcja Publikacje w zgodzi z hasłem przewodnim skupiła się na współczesnych polskich publikacjach fotograficznych. Główną jej część stanowiła ekspozycja "Mapy" Franciszka Ammera – swoisty przewodnik po najważniejszych pozycjach wśród polskich wydawnictw fotograficznych, również self-publishingowej.
W sekcji Debiuty 5. edycji festiwalu laureatkami zostały: Marlena Jabłońska, Kamila I, Katarzyna Wąsowska oraz Agata Dobierska.
Festiwal zorganizowano we współpracy z Europejską Stolicą Kultury Wrocław 2016.

### TIFF 2016 –Rivers and Roads

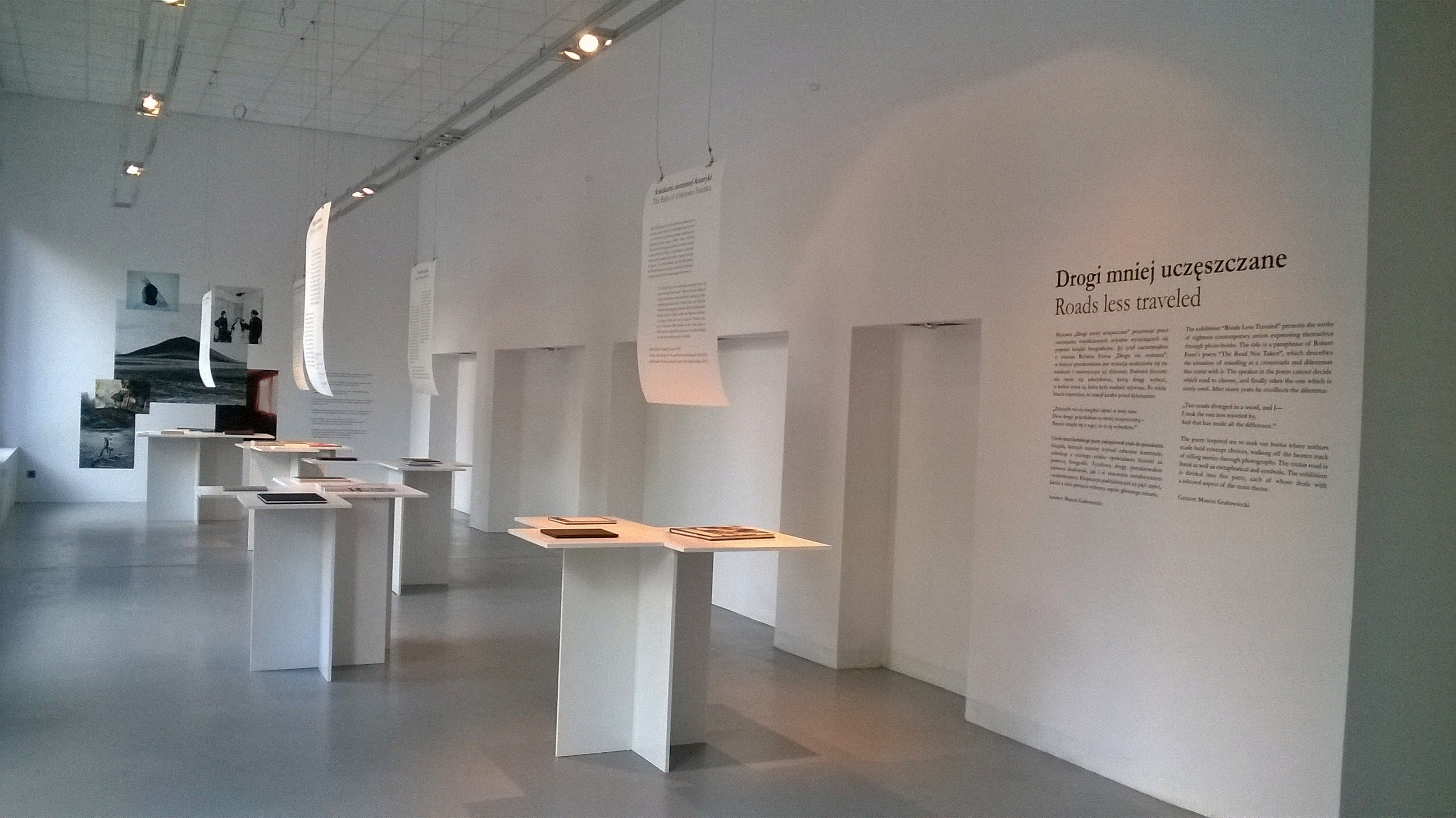
Drogi mniej uczęszczane, wystawa na TIFF Festival w BWA SiC, Wrocław 2016

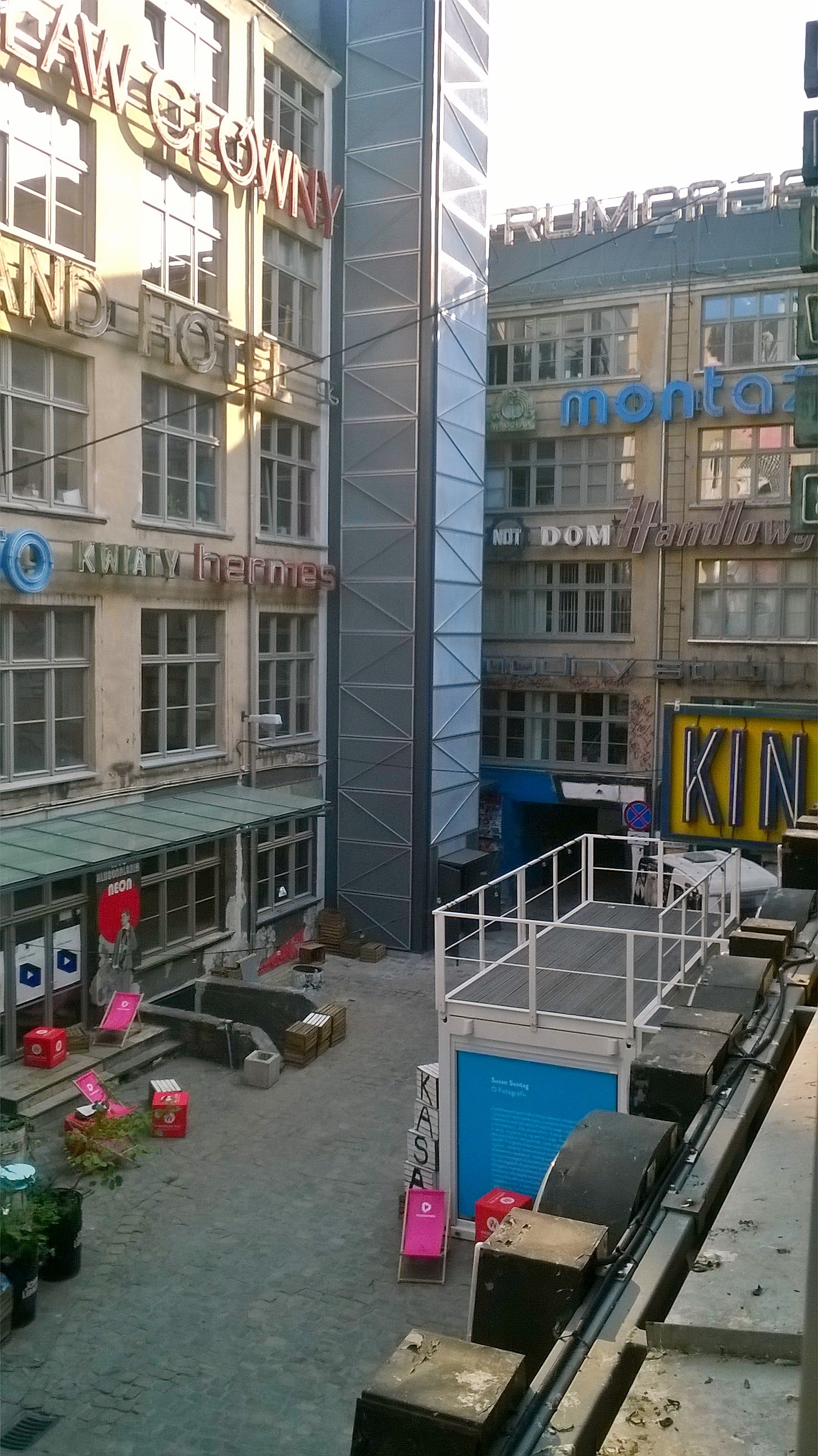
Centrum Festiwalowe, od 2016 roku organizowane w podwórku przy ul. Ruskiej, Wrocław 2016

Na 6. edycję festiwalu złożyły się cztery głównych sekcje – szesnaście wystaw oraz trzydziestu dwa wydarzenia towarzyszące.
Hasło przewodnie festiwalu objąć miało motywy emigracji i imigracji, podróży, wypraw wyobrażonych, zmiany miejsca, które swoje odbicie znalazło w wystawach Programu Głównego. W Muzeum Współczesnym znalazła się wystawa "Lost & Found" Munemasy Takahashiego, złożona ze zdjęć znalezionych w mieście Yamamoto-cho, zniszczonym po przejściu tsunami na północnym wybrzeżu Japonii w 2011 roku. "Found Photos in Detroit" również w MWW, kuratorowany przez Arianne Arcarę i Lucę Santese, było nieformalnym archiwum fotografii z lat siedemdziesiątych i dziewięćdziesiątych odnalezionych w Detroit. Były zapisem momentów podupadania metropolii, a ich nieidealny stan zachowania był równocześnie rejestracją degradacji obrazu. W skład programu głównego weszły również podsekcje "Imigracje | Emigracje" oraz "W drodze".

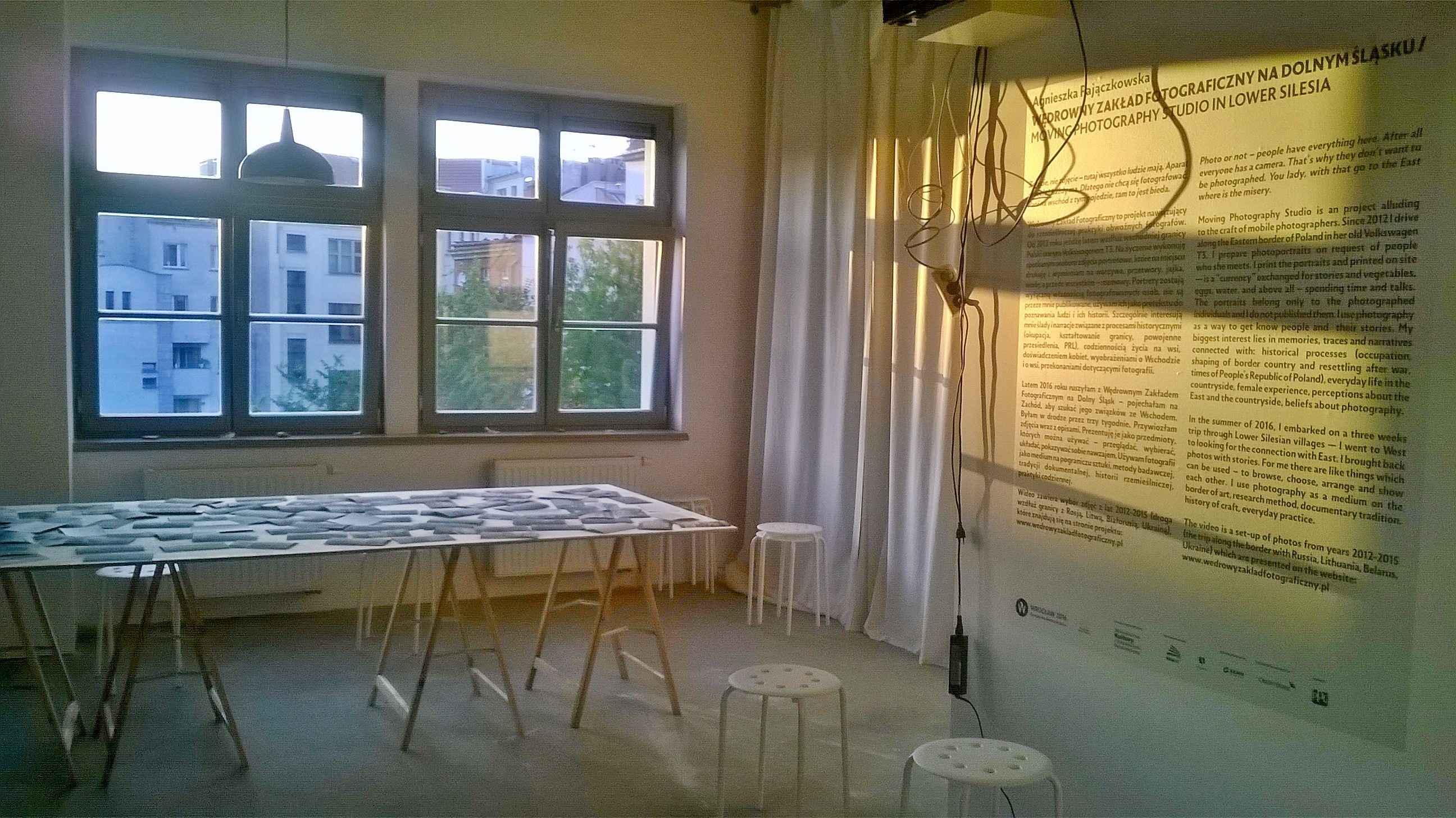
Wędrowny Zakład Fotograficzny na Dolnym Śląsku, wystawa na TIFF Festival, Wrocław 2016

Jednym z punktów programu była prezentacja dolnośląskiego szlaku podróży Wędrownego Zakładu Fotograficznego – projektu artystycznego Agnieszki Pajączkowskiej, nawiązującego do wędrownych zakładów fotograficznych z początków XX wieku.
Tegoroczna sekcja Publikacje rozwinięta została o Otwartą Czytelnię Książek Fotograficznych. Wydawnictwa, bez konieczności zakładania kart bibliotecznych czy skomplikowanej rejestracji, dostępne były dla wszystkich zainteresowanych przez cały czas trwania wydarzenia. W sekcji miała również miejsce pierwsza w Polsce wystawa zinów "Zines of the world", pod kuratelą londyńskiej Doomed Gallery.
Sekcję Debiuty zastąpiło ProfiLab TIFF OPEN – sekcja z otwartym naborem tym razem dopuściła do uczestnictwa również bardziej doświadczonych fotografów.
W programie znalazło się również miejsce dla TIFF HUB – sekcji wydarzeń towarzyszących, mających łączyć uczestników festiwalu, której głównym punktem miała być przestrzeń klubogalerii oraz podwórko przy Ruskiej 46C.

### TIFF 2017 –Zasoby
Siódma odsłona festiwalu trwała w dniach od 7 do 17 września 2017 roku
Wystawy Programu Głównego dotyczą fotografii, które trafiły do Wrocławia po 1945 roku ("Przywiezione"), pomysłów, które nie zostały dotychczas zrealizowane ("Zablokowane") oraz przestrzeni miejskiej rozumianej jako materiał twórczy ("Rozpoznane").
Holy-Art TIFF Open+ to cztery projekty zrealizowane przez młodych twórców wybranych w drodze otwartego naboru i rozwinięte do postaci indywidualnych wystaw w przestrzeniach Muzeum Współczesnego Wrocław, Galerii Entropia oraz SiC BWA Wrocław. Spośród zgłoszeń nadesłanych zgłoszeń wytypowano Mateusza Jaźwieckiego, Yulię Krivich, Kamila Śleszyńskiego oraz Magdę Żołędź.
TIFF Działania to seria wydarzeń towarzyszących, które według organizatorów oparte są na założeniu, że: 
"...wystawy są  nie tylko punktem wyjścia do szerszych rozważań, ale są również zasobem, który może zostać wykorzystany przez festiwalową publiczność."
W ramach programu TIFF Residency, będącego owocem współpracy z Biurem Wrocław 2016 w ramach Programu Rezydencji Artystycznych AIR Wro, w galerii Studio BWA Wrocław pokazano wystawę "Rozpoznanie". Artyści: Diana Lelonek (PL), Harmen De Hoop (NL) oraz Salvi Danés (ES), przez trzy tygodnie  eksplorowali miasto, skupiając się na jego zasobach rozumianych jako: architektura, miejsca, przedmioty oraz ludzie – czyli elementach składających się na jego tożsamość.

### TIFF 2018 –Współpraca
Program ósmej edycji festiwalu skupił się wokół zagadnień związanych z szeroko rozumianą współpracą, począwszy od kolaboracji i pracy kolektywnej, poprzez odmowę kooperacji, na rozmywaniu się autorstwa w kontekście działań twórczych skończywszy. Jak podkreślał Maciej Bujko, dyrektor programowy festiwalu:
"Tegoroczne hasło to nie tylko temat. Zaprosiliśmy naszych partnerów z galerii do bycia członkami Rady Programowej. Współtworzą oni z nami od samego początku Program Główny".
Na Program Główny złożyły się trzy wystawy: „Jak odmawiać” w galerii SiC! BWA Wrocław, eksplorująca pojęcia odmowy współpracy; „Praktyka okupacji dzieła” w Muzeum Współczesnym Wrocław, która w swojej formie jest zatrzymanym w czasie śledztwem, mającym na celu ustalenie autorstwa prac z kolekcji; oraz „TIFF Plays Pokémon” w przestrzeni IP Studio, której intrygujący tytuł kryje prace oparte na internetowej współpracy pomiędzy nieznanymi sobie ludźmi, o tym, co z takiej kooperacji może wyniknąć i czy jest to prawdziwa współpraca.
W galerii w budynku Dworca Głównego PKP zorganizowano wystawę złożoną ze zdjęć z archiwum rodziny Romerów. Zaprezentowano przede wszystkim fotografie z lat 20. i 30., autorstwa Witolda Romera, uznanego polskiego fotografika.
Powracająca po roku przerwy sekcja Publikacje składała się z wrocławskie premiery książek fotograficznych (Kaja Rata, Łukasz Rusznica, Tomek Tyndyk), wyselekcjonowanych irlandzkich publikacji oraz polskich wydawnictw niezależnych.
W przestrzeni kooperacji uczestników, artystów, wolontariuszy, zaproszonych film oraz redakcji festiwalowego zina, znanej jako Festival Lab, odbyły się między innymi warsztaty z procesu powstawania odbitek fotograficznych czy warsztaty z tworzenia zinów pod egidą Oficyny Peryferie.

### TIFF 2019 –Światy
Motywem przewodnim dziewiątej edycji festiwalu TIFF, trwającej od 4 do 8 września 2019, stało się przyglądanie się rzeczywistości przez pryzmat innych światów, zwrócenie uwagi na margines widzialnego, wyobrażanie utopii czy zmiana perspektywy widzenia.
W ramach Programu Głównego zaprezentowano wystawę "Kino Utopia", na którą złożyły się filmy oraz fotografie w formie projekcji wideo w galerii BWA Wrocław Główny, "Wszystkie jutra" prezentującą prace kilku fotografów w kontekście wybranych tekstów literackich science fiction w Studio BWA oraz "Ludzie jak bogowie" demaskującą bezzasadność antropocentryzmu w OP ENHEIM.
W konkursie TIFF Open laureatami zostali Roberta Chase Heishmana (wystawa "Indefinite Free Time", kuratorka Anna Mituś), Agnieszkę Sejud ("Hoax", kurator Krzysztof Pacholak) i Jiang Xue ("Wonderland", kurator Maciej Bączyk). Przyznano również trzy wyróżnienia: Edycie Jabłońskiej, Piotrowi Karpińskiemu i Mateuszowi Kowalskiemu.
W programie sekcji warsztatowej znalazły się zajęcia z kolażu oraz z budowania narracji i struktury fotograficznej.

### TIFF 2020 –Procesy

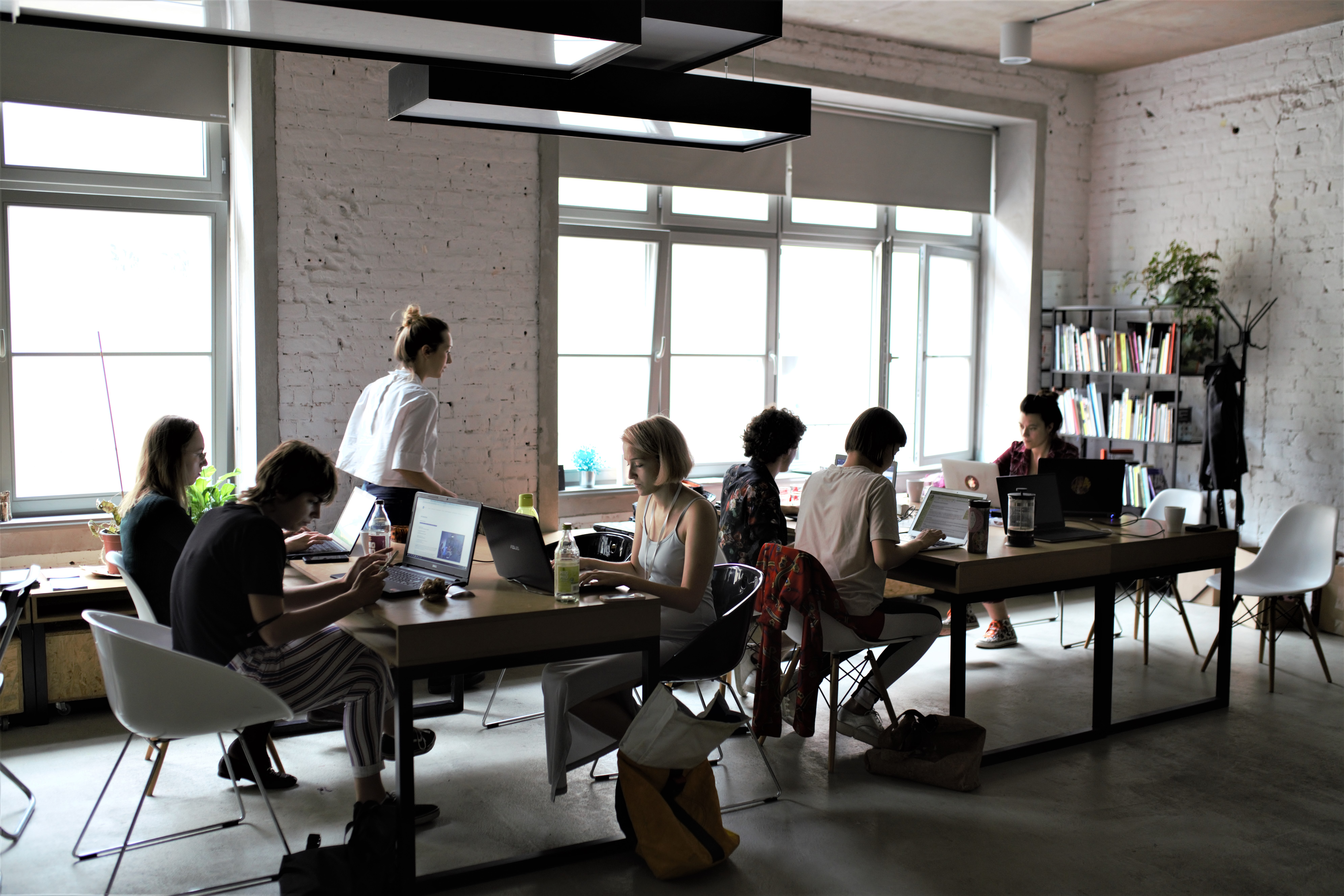
Centrum festiwalowe w BWA Studio, Wrocław 2020

Dziesiąta edycja festiwalu, trwająca od 2 do 30 września 2020, swoim hasłem nawiązywać miała z jednej strony do ciągłej ewolucji formuły imprezy i jej twórców, ale i do procesów rozwoju samej fotografii, zmianach myślenia o niej jako medium i jej miejscu w świecie sztuki współczesnej. Jednocześnie hasło odnosić się miało do nieustannych procesów trwających wewnątrz jednostki i  w otaczającej ją, zmiennej rzeczywistości.
Na Program Główny złożyły się dwie wystawy: "Ja, kobieta" w Studio BWA, której kuratorką byłą Paulina Anna Galanciak, będąca intymną opowieścią o wieloznacznościach kobiecości, na którą złożyły się prace Alíz Veroniki Ács, Krystyny Dul, Alix Marie, Weroniki Perłowskiej i Birthe Piontek. Drugą była "Jaskinia" pod kuratelą Macieja Bujko – przestrzeń namysłu nad projekcjami świata zewnętrznego w jednostkach (i odwrotnie) oraz medytacji nad ciemnością i formami zamkniętego pomieszczenia/ciała w IP Studio. Na tej wystawie eksponowano prace Floriana Amosera, Federico Berardiego, Asgera Carlsena, Łukasza Rusznicy oraz IP Group (Jakub Lech, Dominika Kluszczyk, Bogumił Misala) z udziałem Ania Haudek.
W programie znalazły się również inne wystawy i wydarzenia towarzyszące, m.in. wystawy 4 laureatów konkursu TIFF Open: Marty Bogdańskiej, Barbary Gryki, Justyny Górniak i Daniel_i Weiss; Sekcja Publikacji, której kuratorami zostali Franek Ammer i Casper Grey; czy dyskusje stolikowe o dzisiejszym statusie fotografii.

### TIFF 2021 – Stan wyjątkowy
Wydarzenia otwierające jedenastą edycję festiwalu trwały od 3 do 5 września 2021, a wystawy były prezentowane do 3 października 2021. Motyw przewodni odnosił się do fizyczności obrazów. Dyrektorem programowym tej edycji festiwalu był Łukasz Rusznica.
W programie głównym prezentowane były 3 wystawy:
- Widok z okna (Jacek Fota) w Krupa Gallery, której kuratorami byli Małgorzata Santarek i Łukasz Rusznica
- Stan Wyjątkowy (Maisie Cousins, Weronika Gęsicka, Rafał Milach, Agata Kalinowska, Caroline Tompkins, Lara Verheijden, Zolita) w Studio BWA Wrocław, której kuratorami byli Agnieszka Olszewska i Łukasz Rusznica

- Wilgotna Farba (Studio Prokopiou) w SIC! BWA Wrocław, której kuratorami byli Łukasz Rusznica i Łukasz Adamski

Ponadto w galerii Miejsce przy Miejscu 14 odbyła się wystawa laureatów TIFF Open (Justyna Streichsbier, Kamil Śleszyński i Bogusława Trela) Ludzki odruch, pieskie życie, której kuratorką była Kamila Bondar. 
W programie znalazła się również premiera photobooka Agaty Kalinowskiej Yaga, oraz wystawa plenerowa Agnieszki Sejud Mimesis, a także wystawy i wydarzenia towarzyszące.